# Renault Estafette
Renault Estaffete je užitkový vůz vyráběný francouzskou automobilkou Renault. Má pohon předních kol. Motor je chlazen vodou. Renault Estafette byl poprvé představen v roce 1959. Výroba skončila v červenci 1980.

## Verze

### R2130, R2131
Vyráběl se od května 1959 do května 1962. Motor pocházel původně z osobního vozu Renault Dauphine.  Objem válců je 845 cm³, výkon 24 kW. Měl nosnost 600 kg. Celkem se této verze vyrobilo 58 201 kusů.

### R2132, R2133, R2134, R2135
Vyráběl se od ledna 1962. Dostal nový motor převzatý z modelu Renault 8. Objem válců je 1108 cm³, výkon je 34 kW. Měl nosnost 800 kg. Výroba byla ukončena v listopadu 1968. Vozů v provedení 2132 se vyrobilo 121 981 kusů a provedení 2124 celkem 19 587 kusů.

### R2136, R2137
Vyráběl se od dubna 1968 do června 1980. Nové motory pocházely z modelu Renault 12. Objem válců je 1289 cm³. Verze R2136 měla nosnost 800 kg, verze R2137 pak 1000 kg. Modelu 2136 se vyrobilo 193 237 kusů a modelu 2137 se vyrobilo 140 202.

### Dacia D6
Rumunská továrna Dacia v Mioveni montovala Renault Estafette ve verzích 2136/2137 licenčně jako typ Dacia D6. Byl to první užitkový vůz, který Dacia do té doby vyráběla. Do ukončení produkce v roce 1978 se vyrobilo jen 842 kusů.
- ve výrobě byl od srpna 1968 do července 1980

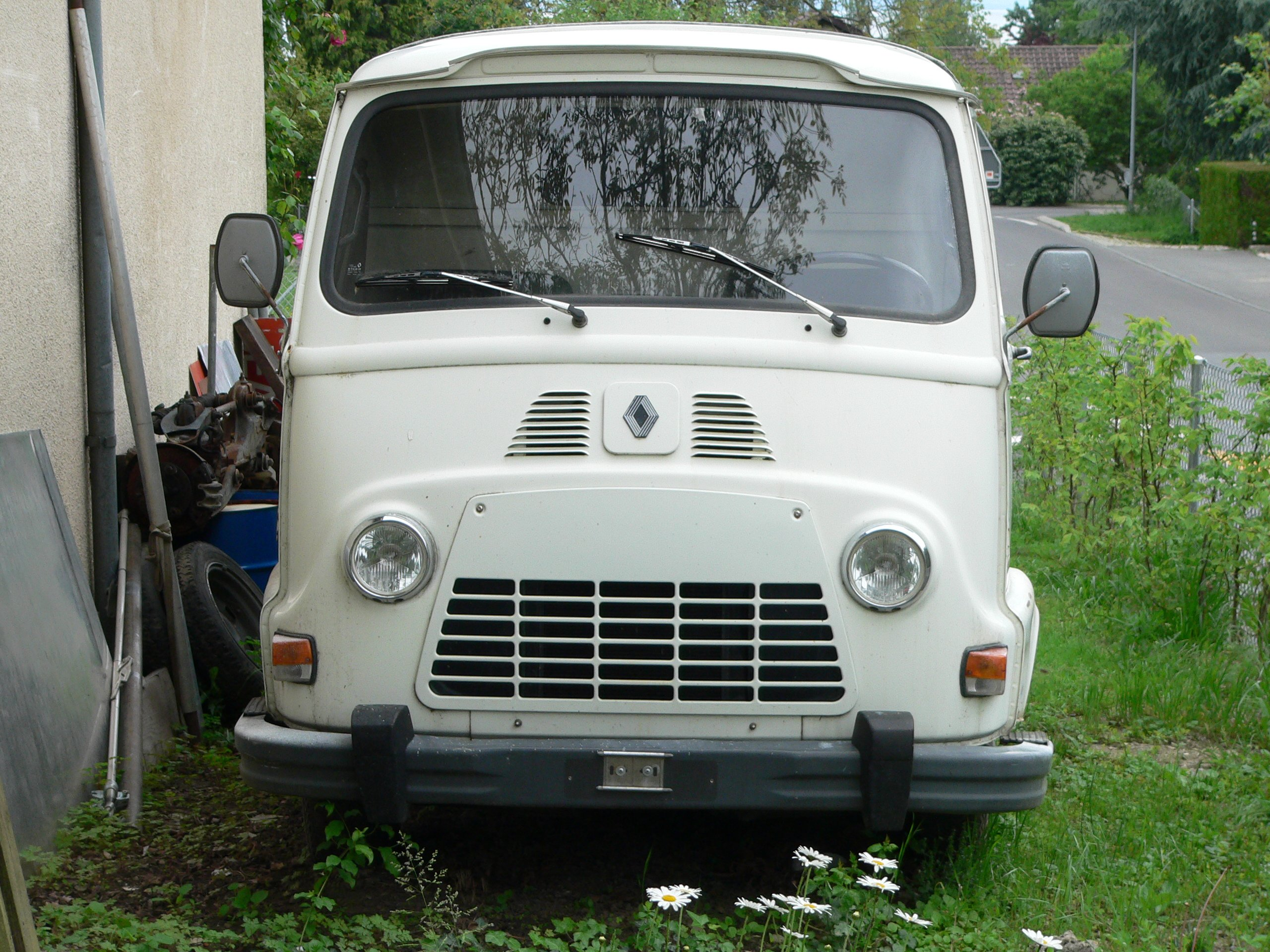
Renault Estafette Plateau zepředu
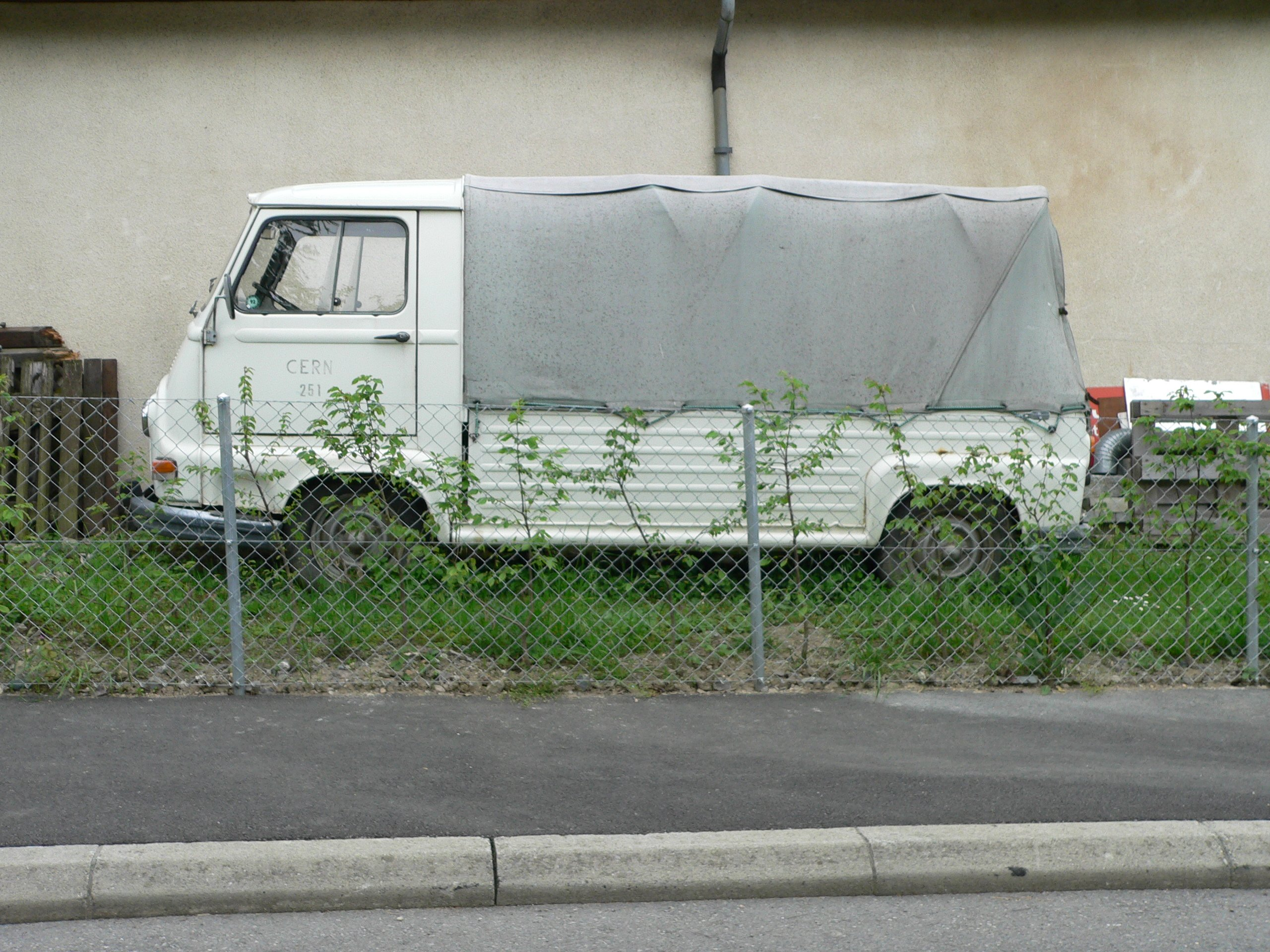
Renault Estafette Plateau z boku
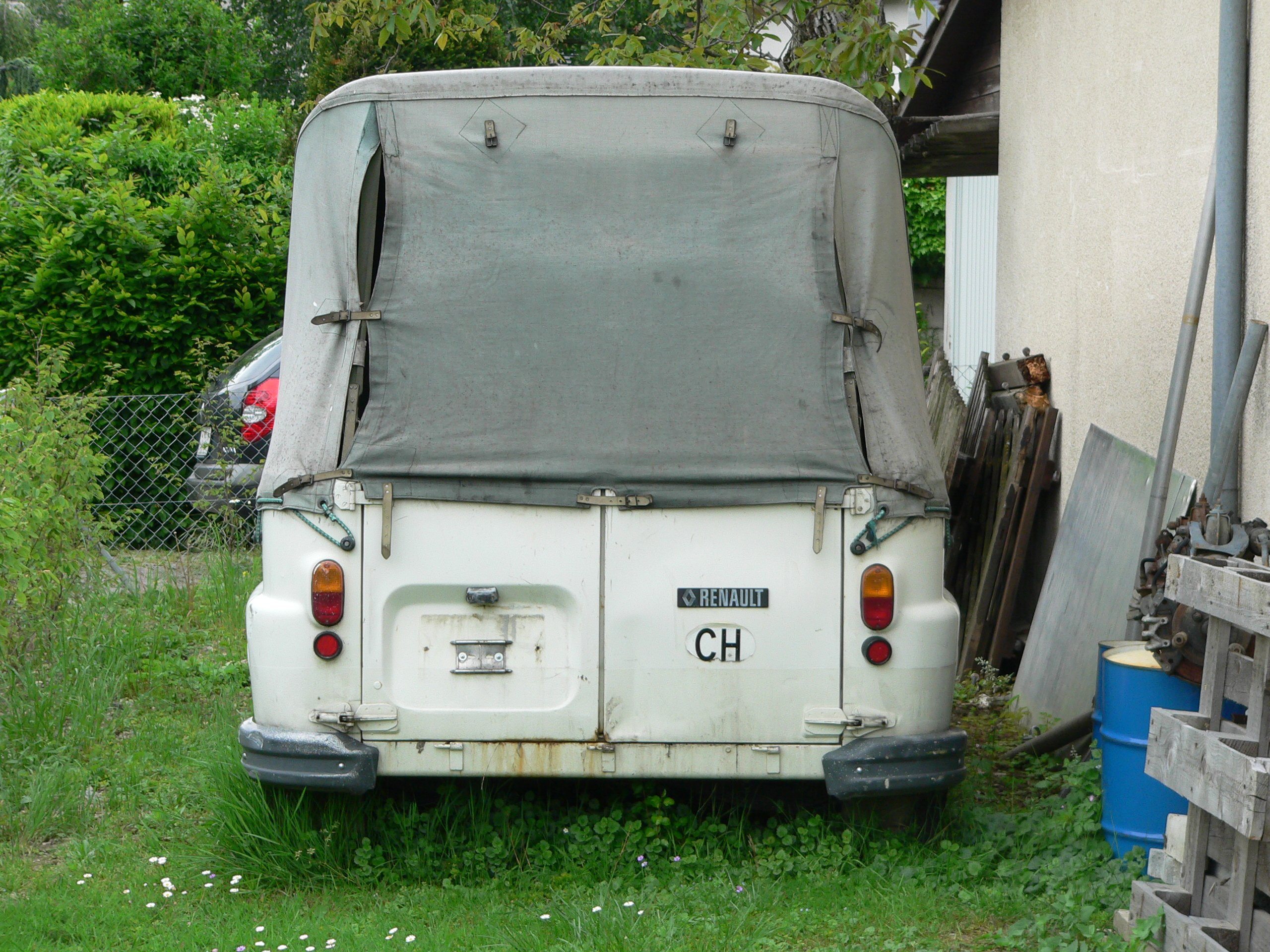
Renault Estafette Plateau zezadu